# Малахов, Пётр Васильевич
Пётр Васильевич Малахов (1753, Чернигов — 1807, там же) — российский медик, штаб-лекарь.

## Биография
Прошел курс обучения в Черниговском коллегиуме, затем в Московской госпитальной школе, которую окончил в 1773 году.
Принимал участие в борьбе с эпидемией чумы в Москве. С 1775 — военный врач, с 1784 — врач Черниговского наместничества, а с 1797 — инспектор Черниговской врачебной управы.
В соавторстве с Л. Ф. Шафонским составил первое медико-топографическое описание Черниговской губернии — «Черниговского наместничества топографское описание с кратким географическим и историческим описанием Малой России», которое было издано в Киеве в 1851 году.
Способствовал улучшению медицинской службы на Черниговщине.
За научные труды по хирургии получил звание штаб-лекаря (1783).